# Borok (przystanek kolejowy)
Borok (ros. Борок) – przystanek kolejowy w miejscowości Borok, w rejonie szyłowskim, w obwodzie riazańskim, w Rosji. Położony jest na linii Moskwa – Riazań – Samara.